# Maevatanana II
Maevatanana II is een plaats en commune in het noordwesten van Madagaskar, behorend tot het district Maevatanana, dat gelegen is in de regio Betsiboka. Tijdens een volkstelling in 2001 telde de plaats 15.624 inwoners.
De plaats biedt enkel lager onderwijs aan. Bij de plaats bevindt zich een rivierhaven. 80 % van de bevolking werkt als landbouwer, 15 % houdt zich bezig met veeteelt en 5 % verdient zijn brood als visser. De belangrijkste landbouwproducten zijn rijst en tabak; andere belangrijke producten zijn pinda's en maniok.